# Maria Lisa Cinciari
Maria Lisa Cinciari, de casada Rodano, (Roma, 21 de enero de 1921-2 de diciembre de 2023) fue una guerrillera y política italiana, exponente del Partido Comunista Italiano, diputada, senadora y diputada del Parlamento Europeo.
Era la única superviviente de la I legislatura de la República Italiana.

## Biografía
Nació en Roma el 21 de enero de 1921, día de la fundación del Partido Comunista Italiano y estudió en el instituto Ennio Quirino Visconti y en la Facultad de Letras de la Universidad de Roma La Sapienza.
Durante la guerra participó en la lucha antifascista en las escuelas secundarias y en la Universidad de Roma. Fue detenida en mayo de 1943 por actividades contra el fascismo y recluida en la prisión de Regina Coeli, y fue parte de la Resistencia romana (septiembre de 1943 - junio de 1944) en las filas del Movimiento Católico Comunista y a través de los Grupos de Defensa de las Mujeres (GDD). En septiembre de 1944, tras la liberación de la capital, estuvo entre las fundadoras de la Unión de Mujeres Italianas (UDI) de la que fue dirigente con diversos cargos (entre ellos, presidenta del Comité Provincial de Roma); miembro del Comité Nacional de la UDI desde su fundación hasta 1970. Fue Presidenta Nacional de la UDI de 1956 a 1960 sin abandonar nunca la membresía.
Tras la disolución en 1945 de Sinistra Cristiana (filial del Movimiento de los Católicos Comunistas), se unió al Partido Comunista Italiano en 1946 y fue elegida miembro del Comité Central del PCI en 1956, donde permaneció hasta 1989. Fue concejal de la ciudad de Roma de 1946 a 1956.
En 2021 cumplió 100 años.

### Diputada del parlamento
Cinciari fue elegida diputada en 1948, y reconfirmada varias veces, permaneciendo en Montecitorio hasta 1968. Fue la primera mujer en la historia de Italia en ser elegida para el cargo de vicepresidenta de la Cámara de Diputados, cargo que ocupó de 1963 a 1968.
Fue elegida para el Senado en 1968, donde permaneció allí hasta 1972.  Después de ello fue nombrada consejera provincial de Roma de 1972 a 1979.

### Diputada del Parlamento Europeo
En 1979 fue elegida eurodiputada y confirmada en 1984, hasta 1989. Fue miembro de la Comisión ad hoc sobre la condición de la mujer del Parlamento Europeo (1979-1981), presidenta y relatora general de la Comisión de Investigación del Parlamento Europeo sobre la "Situación de la mujer en Europa" (1981-1984) y vicepresidente de la Comisión de Derechos de la Mujer del Parlamento Europeo (1984-1989).
Además del informe sobre la situación de las mujeres en Europa, presentó informes al Parlamento Europeo sobre familias monoparentales, igualdad ante la seguridad social, igualdad en el acceso a la ciudadanía, etc. Ha sido ponente sobre la política de la UE hacia las mujeres en numerosos congresos internacionales (Atenas, Bad Godesberg, Madrid, Pisa, Opatja, etc). Miembro de la Asamblea Paritaria CEE-ACP (asamblea formada por parlamentarios europeos y representantes de países de África, el Caribe y el Pacífico asociados a la CEE a través del Convenio de Lomé), formó parte de los grupos de trabajo que prepararon los informes, luego adoptados por la Asamblea Paritaria, sobre "Mujeres y cooperación al desarrollo" y sobre "Mujeres y demografía".
Fue representante del Parlamento Europeo en la Conferencia de la Década de la Mujer de la Organización de las Naciones Unidas en Nairobi (1985). Formó parte de la delegación italiana en la Conferencia Mundial de las Naciones Unidas sobre la Mujer en Pekín (1995) y en la Comisión de las Naciones Unidas sobre la Condición Jurídica y Social de la Mujer en Nueva York en 1996, 1997, 1998, 1999, 2000. En junio de 1999 participó por parte del gobierno italiano en el Seminario sobre problemas de género de la OSCE en Viena. Fue miembro de la Comisión Nacional para la Igualdad en la Presidencia del Consejo, donde se ocupó, entre otras cosas, de cuestiones relacionadas con la dimensión de género en la cooperación al desarrollo.
Fue una de las promotoras del "Caucus" de mujeres italianas. Fue miembro del Comité Central del Partido Democrático de la Izquierda (PDS) hasta 1994. Elegida el 4 de julio de 1991 presidenta de la Asamblea de Mujeres del PDS, también formó parte de la Comisión de Mujeres del Partido de los Socialistas Europeos. En el Congreso del PDS de 1994 fue elegida miembro del consejo directivo y reelegida en enero de 2000. Después del Congreso de los Demócratas de Izquierda en Pesaro, ya no ocupó ningún cargo en el partido. Después del Congreso de Florencia del DS, que decidió adherirse al Partido demócrata, no es miembro de ningún partido. Fue secretaria de la Asociación de Solidaridad con el Pueblo del Sáhara Occidental de 1989 a 2010. 
Se casó en 1944 con Franco Rodano, un influyente pensador católico y asesor del Partido Comunista Italiano, en particular de Enrico Berlinguer. Es viuda y tiene cinco hijos, entre los que cabe mencionar a Giulia Rodano, concejal de la Región del Lacio de 2006 a 2010, y Giorgio Rodano, profesor de economía en la Universidad La Sapienza de Roma.

## Premios y reconocimientos
El 22 de abril de 2012 en el teatro "La Nuova Fenice" de Osimo recibió el Premio Renato Benedetto Fabrizi.
El 8 de marzo de 2013 fue nombrada Doctora Honoris Causa en ciencias de la comunicación por la Universidad de Cassino y del Lazio Meridional.
Fue nombrada "Dama de la gran cruz del orden del mérito de la República italiana".